# Gbagyi (peuple)
Pour les articles homonymes, voir Gbagyi.
Les Gbagyi sont une population du Nigeria vivant principalement dans l'État de Niger, notamment autour de Minna et Abuja, également dans les États de Kaduna et du Plateau. Ils sont originaires du Bornou. La plupart sont de petits fermiers.
Leur nombre a été estimé à 500 000 dans les années 1980.

## Ethnonymie
Selon les sources et le contexte, on observe différentes formes : Bagyi, Gbagyis, Gbari Genge, Gbari, Gbari Matai, Gwari Matai, Gbawyi.

## Langue

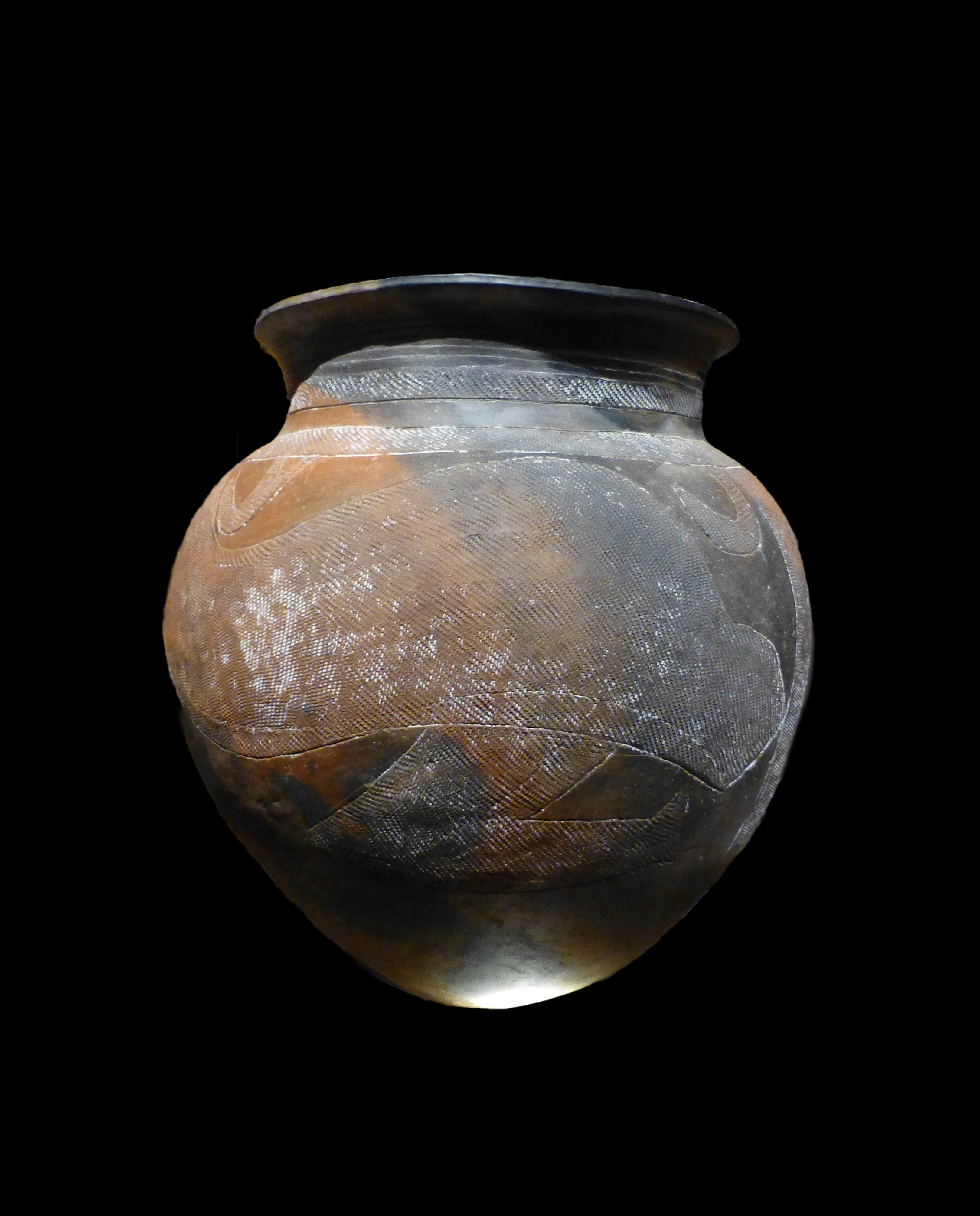
Jarre en terre cuite

Ils parlent des langues nupoïdes, le gbagyi et le gwari.